# Sailor Beware!
Sailor Beware! är en brittisk romantisk komedi från 1956 i regi av Gordon Parry.
Filmen bygger på Philip King och Falkland Cary pjäs med samma namn.

## Handling
Sjömannen Alfred ser fram emot att få gifta sig med sin fästmö Shirley men hennes mor ger honom kalla fötter.

## Rollista i urval
- Peggy Mount - Emma Hornett
- Shirley Eaton - Shirley Hornett
- Ronald Lewis - Albert Tufnell
- Cyril Smith - Henry Hornett
- Esma Cannon - Edie Hornett
- Gordon Jackson - Carnoustie Bligh
- Geoffrey Keen - pastor Purefoy
- Thora Hird - mrs Lack